# آب‌انبار حاج ملک
آب‌انبار حاج ملک مربوط به دوره قاجار است و در بیرجند، خیابان مطهری، جنب مسجد آیتی واقع شده و این اثر در تاریخ ۲۵ اسفند ۱۳۷۹ با شمارهٔ ثبت ۳۰۳۹ به‌عنوان یکی از آثار ملی ایران به ثبت رسیده است.